# Preux-au-Sart
Preux-au-Sart è un comune francese di 291 abitanti situato nel dipartimento del Nord nella regione dell'Alta Francia.

## Società

### Evoluzione demografica
Abitanti censiti